# Sillaginodes punctatus
Sillaginodes punctatus är en fiskart som först beskrevs av Cuvier 1829.  Sillaginodes punctatus ingår i släktet Sillaginodes och familjen Sillaginidae. Inga underarter finns listade i Catalogue of Life.